# Thaleria leechi
Thaleria leechi là một loài nhện trong họ Linyphiidae.
Loài này thuộc chi Thaleria. Thaleria leechi được Kirill Yuryevich Eskov & Yuri M. Marusik miêu tả năm 1992.